# Pseudolubbockia dilatata
Pseudolubbockia dilatata är en kräftdjursart som beskrevs av Georg Ossian Sars 1909. Pseudolubbockia dilatata ingår i släktet Pseudolubbockia och familjen Lubbockiidae. Inga underarter finns listade i Catalogue of Life.